# Ngemplak Kidul
Ngemplak Kidul is een bestuurslaag in het regentschap Pati van de provincie Midden-Java, Indonesië. Ngemplak Kidul telt 8599 inwoners (volkstelling 2010).